# Blanc de Noirs

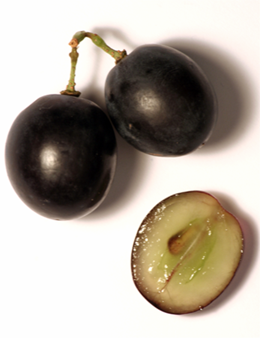
Die Farbstoffe der Mehrzahl der Rotwein-Rebsorten sitzen in der Beerenschale, während der Saft der Beere farblos ist.

Blanc de Noirs (franz. wörtlich: „Weißer aus schwarzen“) ist die französische Bezeichnung für einen aus Rotweinsorten gekelterten weißen Wein, Champagner oder Crémant. Im deutschen Weinrecht wurde der Begriff bisher nicht definiert, wird aber auch nicht beanstandet. Im Weinrecht-Kommentar heißt es: „Andere als die Weinartbezeichnungen Roséwein und Weißherbst sind unzulässig.“ In der Deutschschweiz wird Blanc de Noirs auch als Federweisser bezeichnet.
Der Saft der meisten Weinbeeren ist hell, unabhängig davon, welche Farbe die Schale hat, da die Farbstoffe der Traube nahezu vollständig in der Haut sitzen. Wird der Saft vor der Gärung von den Schalen getrennt, erhält man hellen Wein. Der Wein wird nur rot, wenn diese Farbstoffe aus der Haut gelöst werden. Dies geschieht bei der Gärung durch den Alkohol, aber auch durch den Traubensaft und den darin enthaltenen Zucker. Deshalb ist es bei aus Rotweintrauben gewonnenem Weißwein besonders wichtig, das Lesegut gesund, also unverletzt, zur Verarbeitung zu bringen, um es dann so schnell wie möglich zu keltern, damit Traubenschalen und Saft getrennt werden. Das ist das übliche Verfahren, um in Frankreich aus Pinot Noir und Pinot Meunier einen weißen Wein zu erzeugen. Dabei soll die Verwendung von Pinot Noir dem Champagner Gewicht und Körper verleihen. Der Blanc de Noirs weist im Gegensatz zum fast farblosen Blanc de Blancs einen leichten Roséton auf. Ist das Ergebnis zu dunkel, wird der Wein Taché genannt.
Das Verfahren wird auch bei dem weißen Zinfandel, dem sogenannten Zinfandel Blush angewendet, der jedoch keinen guten Geschmack hat, geht doch bei ihm der Beerenfrucht-Charakter verloren, für den der Zinfandel besonders geschätzt wird. Ursprünglich hatte man das Verfahren eingeführt, um einer aus der Mode gekommenen Rebsorte eine Zukunft zu geben. Heute ist die Nachfrage nach Rotwein aber so groß, dass rote Trauben nicht ohne sehr guten Grund ihrer Farbe beraubt werden.
Im Gegensatz zum Blanc de Noirs steht der Blanc de Blancs, der nur aus weißen Trauben hergestellt wurde. Er ist deutlich teurer als die Blanc de Noirs-Erzeugnisse, da auch die für den Blanc de Blancs ausschließlich verwendeten Chardonnay-Trauben im Handel teurer sind.
In Deutschland werden mittlerweile auch einige Weine als Blanc de Noirs bezeichnet. Eine rechtliche Regelung gibt es bislang zwar noch nicht, aber die folgenden Punkte werden in der Weinkontrolle als allgemein geltend angesehen:
1. Für Blanc de Noirs muss der Wein komplett aus hell gekeltertem Lesegut einer oder mehreren Rebsorten stammen, die im Rebsortenverzeichnis als Noir-Sorten definiert sind. Die Privilegierung, die z. B. für den Weißherbst gilt und nach der der Wein aus nur 95 % hellgekeltertem Most hergestellt sein muss, kann hier nicht herangezogen werden.
2. Spätburgunder Weißherbst kann mit der Angabe Blanc de Noirs auf dem Etikett ergänzend bezeichnet werden.
3. Bei einem hellgekelterten Wein kann auf die Weinart Weißherbst verzichtet werden. Es reicht die Angabe der Rebsorte und Blanc de Noirs. Vorgaben zur Gestaltung der Schriftzeichen sind für Blanc de Noirs nicht festgelegt.
4. Bei hellgekelterten Weinen aus mehreren Rebsorten genügt auch allein die Angabe Blanc de Noirs ohne Nennung der Rebsorten oder Weinart auf dem Etikett.
5. Anstatt Blanc de Noirs kann auch der Begriff weißgekeltert verwendet werden.